# Quima Jaume
Joaquima Jaume i Carbó, més coneguda com a Quima Jaume (Cadaqués, 20 d'abril de 1934 - 30 de gener de 1993), fou una poeta i assagista catalana, que va viure molt de temps a Cadaqués, tot i que també va viure a Barcelona i un curt període a París.

## Biografia
Va pertànyer a una família de pescadors humil. La poeta sempre es va sentir molt estimada pels pares, pels quals sentia un profund afecte i admiració, fet palès en les dedicatòries dels seus dos primers llibres. No eren persones del món de la cultura però la seva sensibilitat i bondat eren tan exquisides que van deixar en la poeta una empremta humana i afectiva. El seu pare, Tomeu Jaume, era un pescador originari d'Alcúdia, Mallorca, que es va instal·lar a Cadaqués en conèixer la seva futura dona, Mercè Carbó, germana de qui regentava la fonda de Cadaqués. El pare s'emportava sovint la futura poeta i la seva germana bessona, l'Esperança, a pescar.
Va viure uns anys en un monestir de clausura a Barcelona, junt amb la seva germana bessona, després tres anys a París (1958-1962), també amb la germana bessona, i finalment va tornar a Barcelona, on va estudiar el COU a l'escola nocturna mentre ensenyava a un parvulari junt amb la seva germana. L'any 1974, als 40 anys, va entrar a estudiar filologia catalana. També va ensenyar llengua i literatura catalanes a les "Llars Mundet", de Barcelona, en aquell temps un institut de secundària.
La seva poesia, humanista i d'un classicisme mediterrani, reflecteix una gran passió per la mar, les relacions humanes i el paisatge.
El seu primer llibre de poemes El temps passa a Cadaqués (1986) va rebre molt bones crítiques. Guanyà el premi Carles Riba de poesia tres anys després amb el recull Pels camins remorosos de la mar.
Guanyà també el premi Carles Rahola de Periodisme el 1991 per l'assaig Anna Maria Dalí i Cadaqués.
La seva mort prematura a causa d'un càncer va impedir que gaudís de la publicació de la seva Obra Completa aquell mateix any (1993), on es va incloure el llibre inèdit i pòstum Del temps i dels somnis.
Un dels tres premis literaris de Cadaqués és anomenat en honor de la poeta: el "Premi de Cadaqués a Quima Jaume", un premi de reconeixement a la creació poètica que s'atorga al millor treball publicat a l'any en qüestió que tracti la creació poètica, sigui un recull poètic, assaig o biografia de o sobre l'obra de qualsevol poeta de la literatura universal.

## Obra

### Poesia
- El temps passa a Cadaqués. Barcelona: Columna Edicions, 1986.
- Pels camins remorosos de la mar. Barcelona: Edicions Proa, 1989. (Premi Carles Riba de poesia)
- Poesia completa. Barcelona: Columna Edicions, 1993; inclou el seu tercer recull de poesia, no publicada en vida de la poeta: 
  - Del temps i dels somnis.
- Quatre sonets. Mataró: Vèrtex, número 29, 1994.
- Misterioses fruites. Barcelona: Edicions Proa, 2004. - antologia amb inèdits a cura de Rosa Ardid i Neus Aguado.

### Assaig, periodisme
- "Anna Maria Dalí i Cadaqués"[Enllaç no actiu], El Punt, 20 de maig de 1990, p. 12-13. (Premi Carles Rahola d'assaig)